# 向城遗址
向城遗址，位于山东省临沂市苍山县向城乡城子村，是中华人民共和国山东省文物保护单位之一。
1992年6月12日，授予山东省文物保护单位，是一座古遗址。